# Hôtel Wielemans
L’Hôtel Wielemans est un hôtel de maître Art déco situé en plein cœur de Bruxelles. Il fut érigé en 1925.

## Localisation
L’Hôtel Wielemans se situe dans le quartier Louise, rue Defacqz n°14, à Bruxelles. 

## Historique
Source : Edificio - Hôtel Wielemans 

C’est en 1925 que la maison est conçue par l’architecte Adrien Blomme à la demande de Monsieur Léon Wielemans, le célèbre brasseur, comme cadeau pour son épouse, Yvonne Wielemans, née Hennet, qui éprouve une grande passion pour l’Espagne. Le couple Wielemans emmena donc son architecte à Grenade.  Et c’est là qu’Adrien Blomme fit les premières esquisses de la bâtisse se basant sur le décor de l’Alhambra, en répartissant les espaces à travers une grande liberté de plans, autour de l’exigence principale qu’était la réalisation d’un patio. 
La restauration de l'édifice, entreprise par la compagnie d’assurances Generali Belgium et menée à bien par l'architecte Morozzo della Rocca en 1997, a permis de retrouver l'aura de ce bâtiment ainsi que son jardin classé depuis 1994 par la Commission royale des Monuments et Sites car elle reflète l’expression d’un certain modernisme des « années folles » de Bruxelles.
Depuis quelques années, la Société SOLAR PKF est devenue propriétaire des lieux, avec l'ambition de procéder à une restauration en profondeur du bâtiment et de son jardin.
Depuis les derniers travaux réalisés en 1997, l’Hôtel Wielemans a traversé plusieurs phases de rénovation et de transformations intérieures.
Une importante campagne de restauration a débuté en novembre 2022 et s'est achevée récemment, en juin 2024.
Cette œuvre est le fruit de l'architecte spécialisée en restauration, Carmen Azevedo, du cabinet ARCHICAZ, qui a su redonner vie aux espaces remarquables initialement conçus par Adrien Blomme, comme s'ils venaient d'être créés.
Aujourd'hui, l’Hôtel Wielemans est prêt à écrire un nouveau chapitre de son histoire, où passé et présent se rencontrent pour façonner un avenir alliant beauté, fonctionnalité et innovation.

## Architecture extérieure[3]
La façade de l’Hôtel Wielemans est plutôt austère. Elle s'inspire des années trente, fait cohabiter des éléments propres à l'Art Déco (lignes géométriques, structure linéaire…) avec différents aspects du style mauresque.
La demeure possède aussi un  ravissant jardin et une terrasse qui sont également tracés sur le modèle andalou avec un accent sur les bassins d’eau.

## Architecture et décoration intérieure[4]
Au cœur de l’habitation, le living est conçu comme un patio, couvert, sur lequel s’ouvrent un grand escalier et les pièces principales. 
Le caractère exceptionnel de la décoration intérieure réside dans la mise en scène de près de 5 000 carreaux de céramique (azulejos, guardillas, tiras verdes…) acheminés d’Espagne par bateau.
Point de rencontre à la fois charmant et pittoresque en plein cœur de Bruxelles, l’Hôtel Wielemans offre un cadre chaleureux pour tout type d’événements, doux mélange entre son cachet hispano-mauresque et l’architecture de style Art Déco.

## Liens et bibliographie
- google.be/maps
- www.hotelwielemans.be
- Lieux de fête, Région de Bruxelles-Capitale, Editions Mardage, Sprimont, 1998.
- Bruxelles, Patrimoines, Dossier n°006-007, Région de Bruxelles-Capitale, septembre 2013.
- Bruxelles, 100 merveilles, Georges Lebouc, éditions Racine, Bruxelles, 2009.
- Site internet de la Région de Bruxelles-Capitale : inventaire du patrimoine architectural [6]